# Nicola Tondi
Nicola Tondi (San Severo, 1831 – giugno 1898) è stato un politico italiano.

## Biografia
Magistrato, fu più volte Deputato del Regno d'Italia.